# Brandt (företag)
Brandt är en skorptillverkare med huvudkontor i Hagen
Carl Brandt grundade 1912 ett eget bageri, Märkische Zwieback- und Keksfabrik Gmbh, i Hagen. Målet var att tillverka skorpor. År 1929 mekaniseras produktionen och företagets första egenutvecklade maskin för skorptillverkning tas i bruk. År 1937 har företaget 700 anställda och en första version av det klassiska orange omslaget med ett flickebarn ("Brandtkind"). 1952 följer en ny version, 1975 den andra versionen och 1983 kom dagens omslag. År 1956 tilldelades Carl Brandt Bundesverdienstkreuz för sina insatser inom livsmedelsbranschen.
Carl Brandts fru Betty Brandt var med i ledningen av företaget från 1950-talet. När Betty avled tog sonen Carl-Jürgen Brandt över. Företaget har tagit över flera konkurrenter i Tyskland och man fortsätter att expandera; 
f d östtyska Neukircher Zwiebackwerk i Sachsen (1990), samarbete med knäckebrödstillverkaren Vaasamills (1996). En ny fabrik i Ohrdruf i Thüringen (2002) medförde att tillverkningen i Hagen lades ner.